# جيورجوس لوازو
جيورجوس لوازو (29 مايو 1990 بنيقوسيا في قبرص - ) هو لاعب كرة قدم قبرصي في مركز الهجوم. لعب مع أولمبياكوس نيقوسيا وOthellos Athienou FC ‏ وOnisilos Sotira ‏ وAPOP Kinyras FC ‏.

## وصلات خارجية
- جيورجوس لوازو على موقع قاعدة بيانات كرة القدم.إي يو (الإنجليزية)
- جيورجوس لوازو على موقع Soccerway.com (الإنجليزية)